# Црноуха веверица
Црноуха веверица (лат. Nannosciurus melanotis) је сисар из реда глодара и породице веверица (Sciuridae). 

## Распрострањење
Врста има станиште у Брунеју, Индонезији и Малезији.

## Станиште
Црноуха веверица има станиште на копну.

## Угроженост
Ова врста није угрожена, и наведена је као последња брига јер има широко распрострањење.

### Популациони тренд
Популација ове врсте се смањује, судећи по расположивим подацима.